# Густаво Маркос
Густаво Маркос (ісп. Gustavo Marcos, 23 грудня 1972) — іспанський ватерполіст.
Учасник Олімпійських Ігор 2000, 2004 років. Чемпіон світу з водних видів спорту 1998, 2001 років.